# Chrisney
Chrisney es un pueblo ubicado en el condado de Spencer en el estado estadounidense de Indiana. En el Censo de 2010 tenía una población de 481 habitantes y una densidad poblacional de 252,67 personas por km².

## Geografía
Chrisney se encuentra ubicado en las coordenadas 38°0′38″N 87°1′52″O / 38.01056, -87.03111. Según la Oficina del Censo de los Estados Unidos, Chrisney tiene una superficie total de 1.9 km², de la cual 1.83 km² corresponden a tierra firme y (3.95%) 0.08 km² es agua.

## Demografía
Según el censo de 2010, había 481 personas residiendo en Chrisney. La densidad de población era de 252,67 hab./km². De los 481 habitantes, Chrisney estaba compuesto por el 98.34% blancos, el 0% eran afroamericanos, el 0% eran amerindios, el 0.42% eran asiáticos, el 0% eran isleños del Pacífico, el 1.25% eran de otras razas y el 0% pertenecían a dos o más razas. Del total de la población el 0.62% eran hispanos o latinos de cualquier raza.